# TIMEシャワーに射たれて…
「TIMEシャワーに射たれて…」（タイムシャワーにうたれて、英: HIT BY A TIME SHOWER）は、久保田利伸の2枚目のシングル。1986年12月21日に発売された。発売元はCBS/SONY。

## 背景
この作品から、1990年にリリースされた「GIVE YOU MY LOVE」までのシングル曲は、オリジナル・アルバム未収録楽曲となっている。

## 音楽性
表題曲の「TIMEシャワーに射たれて…」は、当時、日本ではまだ一般的に浸透していなかったラップを取り入れた楽曲で、この曲の原案として「サイドカーにXXX」「ラジオショーは終わらない」という2曲がデモテープで制作された。その他、日本国内の邦楽でラップを取り入れているのは、久保田以外では佐野元春やTM NETWORKらも存在している。

## リリース
1986年12月21日に、CBS/SONYから12インチシングルと、シングルカセットの2形態でリリースされた。

### 再発盤
1989年11月1日にCDシングル、2005年8月24日にマキシシングルにて再発売された。

## 収録曲
| 全作詞: 川村真澄、全作曲: 久保田利伸。 |                                          |           |            |                                    |      |
| #                                      | タイトル                                 | 作詞      | 作曲・編曲 | 編曲                               | 時間 |
| 1.                                     | 「TIMEシャワーに射たれて…」              | 川村真澄  | 久保田利伸 | 杉山卓夫, 久保田利伸, Another Star | 6:39 |
| 2.                                     | 「流星のサドル」(Dub Version)            | 川村真澄  | 久保田利伸 |                                    | 4:11 |
| 3.                                     | 「TIMEシャワーに射たれて…」(Dance Remix) | 川村真澄  | 久保田利伸 |                                    | 4:25 |
| 合計時間:                              | 合計時間:                                | 合計時間: | 15:15      |                                    |      |

## タイアップ
| # | 曲名                           | タイアップ                                      | 出典 |
| - | ------------------------------ | ----------------------------------------------- | ---- |
| 2 | 「流星のサドル (Dub Version)」 | ブリヂストン「INTERCITY」CMソング               |      |
| 2 | 「流星のサドル (Dub Version)」 | 東宝映画『19 ナインティーン』オープニングテーマ |      |
| 2 | 「流星のサドル (Dub Version)」 | TBS『噂的達人』オープニングテーマ               |      |

## カバー
- アレックス・トウ (香港の歌手)（中国語: 杜德偉） - 1990年のアルバム「One Day in My Life」に収録。歌詞は広東語でタイトルは「影子舞」。